# Johannes Pfuhl
Johannes Pfuhl (* 20. Februar 1846 in Löwenberg, Provinz Schlesien; † 5. Mai 1914 in Baden-Baden) war ein deutscher Bildhauer.

## Leben
Der aus Schlesien stammende Johannes Pfuhl studierte von 1861 bis 1865 an der Kunstakademie Berlin mit praktischer Ausbildung im Atelier bei Bildhauer Hermann Schievelbein. Als erstes größeres Werk schuf er 1872 das Denkmal des Freiherrn vom Stein in Nassau. In diesem Zusammenhang erhielt Pfuhl vom Kaiser den Preußischen Kronenorden IV. Klasse verliehen. 1878 hielt er sich zu Studienzwecken in Italien auf. Danach war er wieder in Charlottenburg in eigenem Atelier tätig. 1879 bekam er den Roten Adlerorden IV. Klasse, 1893 den Kronenorden II. Klasse verliehen und 1903 den Roten Adlerorden III. Klasse mit Schleife.
Sein Sohn Ernst Pfuhl (1876–1940) war ein bekannter Archäologe.

## Werke
| Bezeichnung                                         | Bild | Standort Verbleib | Art Material           | Datierung    | Weitere Informationen |
| --------------------------------------------------- | ---- | --- | ---------------------- | ------------ | --- |
| Standbild des Karl Reichsfreiherr von und zum Stein |      | Nassau 1952 gesprengt | Marmorfigur            | 1872, 9.7.   | Sein erstes Denkmal (Entwurf 1869); die Architektur des Nassauer Stein-Denkmals wurde von dem Architekten Eduard Zais entworfen. Parallel dazu vollendet er das Stein-Denkmal seines verstorbenen Lehrers Hermann Schievelbein Das Gipsmodell der Statue aus Nassau wird im Remter des Breslauer Rathauses als eigenständiges Denkmal errichtet und 1910 durch eine neue Marmorkopie ersetzt. Nach 1910 kommt das Gipsstandbild in die Alte Börse am Blücherplatz. |
| Relieffries                                         |      | Groß Lichterfelde zerstört | Relief Gips            | 1875–1878    | Relieffries von 210 Fuß (ca. 70 m) Länge im Feldmarschallsaal der Kadettenanstalt Lichterfelde |
| Eberhard zu Stolberg-Wernigerode                    |      | Landeshut (Schlesien) verschollen | Standbild Bronze       | 1879, 2.9.   | |
| Friedrich II. (Preußen)                             |      | Berlin, Kriminalgericht zerstört | Standbild Bronze       | 1881         | |
| Zieten                                              |      | Berlin, Ruhmeshalle verschollen | Büste Bronze           | 1881 (etwa)  | |
| Blücher                                             |      | Berlin, Ruhmeshalle verschollen | Büste Bronze           | 1883         | |
| Perseus befreit Andromeda                           |      | Posen heute im Wilson-Park in Posen▼                                                                                                 | Genregruppe Bronze     | 1882         | Goldmedaille auf der Akademieausstellung Berlin 1881; Guss Ende 1885 in der Kunstgießerei Lauchhammer, erster großer Guss in Phosphorbronze, Aufstellung in Posen auf Veranlassung des Kaisers 1890, Zweitexemplar siehe 1896 |
| Carl von Preußen                                    |      | Charlottenburg, Schloss | Büste ?                | 1883         | Geschenk des Künstlers |
| Johann Jacob Baeyer                                 |      | Potsdam Geoforschungszentrum (Helmert-Haus)                                                                                          | Büste Bronze           | 1884         | gefertigt zum 90. Geburtstag von Baeyer |
| Robert Koch                                         |      | | Büste ?                | 1890         | |
| Kaiser Wilhelm I. H. v. Moltke O. v. Bismarck       |      | Görlitz, Kaiser-Wilhelm-Denkmal zerstört                                                                                             | Reiterdenkmal Bronze   | 1893, 18.5.  | Reiterstandbild mit den Assistenzfiguren Bismarck und Moltke |
| Kaiser Wilhelm I.                                   |      | Berlin, in der Wandelhalle des Reichstagsgebäudes zerstört                                                                           | Statue Marmor          | 1894         | 1,5-fache Lebensgröße |
| Albrecht von Roon                                   |      | Görlitz zerstört | Denkmal Bronze         | 1895, 25.6.  | |
| Heinrich Laube                                      |      | Sprottau ? | Denkmal Bronze         | 1895, 18.9.  | Guss Gladenbeck Berlin |
| Perseus befreit Andromeda                           |      | Berlin 1958 entfernt | Genregruppe Bronze     | 1896         | Galvanobronze der WMF nach der Gruppe von 1882; bis 1958 als Giebelbekrönung auf dem Theater des Westens |
| Jakob Böhme                                         |      | Görlitz erhalten | Sitzstatue erhalten    | 1898, 31.10. | Guss Lauchhammer |
| Friedrich I. (HRR)                                  |      | | Statue ?               | 1900         | Modell für ein Standbild |
| Goethe                                              |      | Görlitz 1942 eingeschmolzen | Büste Bronze           | 1901         | als Brunnen angelegt; Büste 1,54 m hoch |
| Viktor Meyer                                        |      | Heidelberg, ursprünglich im Chemischen Institut der Universität, dann in der Universitätsbibliothek, heute im Hörsaalgebäude INF 252 | Büste Marmor           | 1901/02      | |
| Kaiser Wilhelm I. Kaiser Friedrich III.             |      | Görlitz, Oberlausitzer Ruhmeshalle zerstört                                                                                          | Doppelstandbild Marmor | 1904         | von Pfuhl ebenfalls Bronzeadler und Bronzekreuz; 1945 von den polnischen Behörden zerstört |
| 2 (liegende) Löwen                                  |      | Görlitz, Ruhmeshalle erhalten | Standbild Bronze       | 1904         | Geschenk des Künstlers; im heute polnischen Kulturhaus am alten Aufstellungsort an den Treppenwangen noch vorhanden |
| Robert Koch                                         |      | Berlin, Museum für Deutsche Geschichte erhalten                                                                                      | Büste Bronze           | 1904         | in Gips von der Gipsformerei Berlin vertrieben |
| Theseus rettet Hippodameia                          |      | Athen (Griechenland), Plateia Viktorias (Victoria-Platz) erhalten                                                                    | Genregruppe Bronze     | 1906/7       | Galvanoplastik der WMF; 3,40 m hoch; im Katalog der Großen Berliner Kunstausstellung 1907 als Kentaurenkampf des Theseus |
| Siegesdenkmal                                       |      | Schleiz zerstört? | Denkmal Bronze?        |              | |
| Otto von Bismarck                                   |      | | Denkmal ?              | 1904         | |
|                                                     |      | |                        |              | |